# Історія психології в Україні
Розвиток психологічних знань на українських теренах пов'язаний з європейською (від античних до сучасних авторів) традицією.

## Психологія до 19 сторіччя

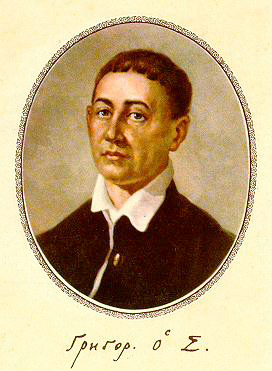
Григорій Сковорода

Приблизно до початку 19 сторіччя психологія залишалася інтегральною частиною поодиноких філософських систем, що не виокремилися в окрему науку. У цьому останньому розумінні можна говорити про початки філософської психології в Україні вже у княжі часи: Київський митрополит Никифор I, розвиваючи у своїх богословсько-філософських творах християнську тезу про подвійну — душевно-тілесну — природу людини, аналізував основні даності волі, почувань та розуму й п'яти органів чуттів. З занепадом релігійно-філософської думки завмирає і психологічна проблематика, але питання подвійної природи людини знову виразно з'являється у 16 сторіччі у полемічно-філософських писаннях І. Вишенського. Систематичніше психології присвячено увагу в Київській Колегії, згодом у Киево-Могилянській Академії. Курс психології читав І. Ґізель, а професори Академії Л. Баранович та Й. Ґалятовський приділяли психології увагу у своїх творах, спираючись на філософію Арістотеля в її схоластичній інтерпретації. З Т. Прокоповичем, який виявився також прихильником душевнотілесної «двоїстости істини», навчання раціональної психології переноситься до Слов'яно-греко-латинської академії у Москві. Традиції Могилянської Академії продовжував і її вихованець, український філософ Г. Сковорода, який у своїй антропоцентричній системі з наголошенням внутрішнього «пізнання себе» багато уваги присвятив і «мікрокосмосові» — живій людині з її земними справами. Виходячи від категоричного монізму двох «сродностей» — душевно-невидимої і тілесно-видимої, — Сковорода вбачає істоту буття у мислі, не в зовнішній плоті, яка мала б бути тільки тінню істинної людини.
З початку 18 сторіччя на Центральних і Східних Землях перші матеріалістичні елементи у психологічних підставах філософської системи зустрічаються у Я. Козельського, який навчав, що дії людської душі пов'язані з нервово-фізіологічною структурою організму, і послідовно захищав позиції сенсуалізму, доводячи, що пізнання починається з відчуттів. Продовження матеріалістичних тенденцій у філософії помітне у сенсуалізмі І. Ризького, для якого всяке пізнання починається відчуттям, при нерозривній єдності чуттєвого і раціонального елементів, що без них не можна збагнути суті явища; він же вказував на вплив матеріального світу на свідомість людини. На подібних сенсуалістичних позиціях стояв і П. Лодій, доводячи одночасно залежність душі від тіла, психічного від фізичного. Паралельно існували також і більше традиційні вчення про перевагу психічного, зокрема в науці професорів Київського університету І. Гриневича та О. Новицького і, особливо, у «філософії серця» П. Юркевича, який на відміну від ідеалістичного раціоналізму Г. Сковороди підкреслював роль почуттів у житті людини та вказував у своєму підручнику педагогіки на вагу емоціонального моменту у вихованні.

## Психологія часів Російської Імперії
О. Новицький, перший професор філософії Київського університету, ввів також виклади психології і написав підручник «Руководство к опытной психологии» (1840). Його треба вважати ініціатором відокремлення психології, як окремої науки, від філософії, тим більше, що його підручник де в чому навіть випереджав погляди визначних тодішніх психологів. Стоячи виразно на позиціях психо-фізичного дуалізму, Новицький вказував на нервовофізіологічну основу пам'яті, поєднуючи досвід і дослід із самоопостеріганням та наголошуючи активний характер сприймання з спеціальною ролею уваги. Проте, у зв'язку з реакційним обмеженням викладів філософських наук в університетах Російської Імперії, у 1850 розвиток наукової психології припинився. Продовжувачами Новицького були: І. Скворцов (з 1850), С. Гогоцький (1851—1886) та О. Козлов (1876—1887), які повернулися до раціональної психології в рамках загальної філософії. З важливіших психологічних праць з'являється тоді тільки «Мысль и язык» (1862) мовознавця О. Потебні, який глибоко дослідив взаємовідношення мови й мислення з погляду мовознавства, твердячи, що нема понять без слів і що «не можемо уявити свідомости з нічого».
Новий поворот у психології в Україні з наголошенням експерименту пов'язаний з російським природознавцем І. Сєченовим, який працював у Одеському університеті (1871—1876) і як засновник російської фізіологічної школи мав винятковий вплив на всю пізнішу рефлексологію. Його послідовник П. Ковалевський заснував, бувши професором Харківського університету, в 1880-х роках відкрив першу в Україні дослідну психологічну лабораторію при клініці душевних і нервових хвороб. Подібна лабораторія постала в 1895 році в Одесі за ініціативою М. Ланґе, професора Одеського університету, який вважається одним з засновників експериментальної психології в Росії. Не відходячи від традиційного психофізичного дуалізму, Лянґе намагався поєднати його з рефлексологією. Заснування експериментальної лабораторії у Києві пов'язане з російським філософом Г. Челпановим, професором Київського університету (1892—1907), який вперше в Україні запровадив практичні й семінарійні зайняття з студентами. З ідеалістичних позицій традиційного дуалізму він зібрав великий і цінний психологічний матеріал. З цих самих позицій вийшов також І. Сікорський, проф. психіатрії та нервових хвороб у Київському університеті, який першим у світовій науці застосував експеримент у вивченні дитячої психології. Залишивши близько 20 праць з цієї ділянки, крім близько 50 з загальної психології, Сікорський поклав підвалини під розвиткову психології. З Київським університетом пов'язаний також Степан Ананьїн, який багато зробив для вивчення проблематики трудового виховання, аналізи зацікавлень та ролі естетики в педагогіці. Слідами Челпанова ішов його учень В. Зеньківський, який поєднував ідеалістичні погляди на природу психіки з даними досвідного її вивчення.

## Психологія у Галичині
У Галичині психологія була пов'язана до 1939 року з польськими вченими, зокрема професором Львівського університету К. Твардовським, який 1901 року заснував першу польську психологічну лабораторію. В Україні на науку він мав посередній вплив через своїх учнів — українців, з яких найвідоміший С. Балей, який в перший період своєї діяльності досліджував психологічні характеристики творчості Т. Шевченка і видав перший український підручник «Психологія на Західних Українських землях», професор педагогічної психології таємного українського університету у Львові (1921—1925) і Варшавського університету (з 1928), автор праць з цієї ділянки і з розвиткової психології.

## Психологія часів СРСР
У СРСР перше десятиліття під радянською владою психологія розвивалася однобічно, винятково як рефлексологія, наука, що намагається все психічне життя звести до рефлексів, тобто автоматичних відповідей на подразнення з виключенням застанови чи актів волі. Рефлексологія була відома й на Заході як один з психологічних напрямів, але не в такій крайній формі. В СРСР, і зокрема в Україні, питання психології зв'язане з розкритикованим ідеалізмом, натомість рефлексологія, утотожнена з матеріалізмом, стала ортодоксальною наукою. Психологія послідовно зникає з шкіл, зникає й саме її визначення. Центром української рефлексології був Харків з Українським науково-дослідним інститутом педагогіки (УНДІП). Найвизначніший її представник — психіатр Віктор Протопопов, котрий щоправда визнавав ще сам «суб'єктивну сторону особистости», отже психіку, але психологію уважав за зайву науку, бо психіка, як епіфеномен, не входила в детермінізм природничих процесів. Цього самого погляду тримався й другий харківський психіатр Є. Попов, а І. Соколянський (з 1926 дир. УНДІП) взагалі заперечував людську психіку та свідомість, подаючи з цих позицій рефлексологію одиниці. В. Залужний поширив цю теорію на «рефлексологію колективів» на засаді — «все суспільне життя є рефлексом». Рефлексологія стала просто світоглядом.
Такий самий інститут у Києві заснував психіатр А. Володимирський, що один з перших в Україні почав експериментальне вивчення психічних аномальностей дітей. У Київському інституті народної освіти рефлексологію викладав К. Мокульський. Поступово рефлексологія поширилася і на педагогіку. А. Дернова-Ярмоленко намагалася застосувати павловську теорію умовних рефлексів при вихованні дітей.
У Харкові виходив «Український Вісник рефлексології та експериментальної педагогіки» (1925—1930).
Щойно у 1930-х роках почалася реакція проти однобічної механістичної концепції людини, як пасивного організму, поведінка якого зумовлена фізіологічними даними і середовищем, сама рефлексологія була визнана «вульґарною спробою біологізувати соціальні явища». Не заперечуючи фізіологічної основи, радянські вчені приймають автономію психіки, як «прикметності високоорганізованої матерії», що підпадає власним закономірностям. Зокрема підкреслюється свідомість одиниці, відповідальної за свої вчинки (у протилежність до попереднього вчення про зумовленість вчинків індивідуума середовищем). Концепція залишається матеріалістична з запереченням субстанціальності незмінної душі, з підкресленням постійної еволюції свідомості, як продукту природи й історії. Психологія і далі залишається узалежнена від офіційного діалектичного матеріалізму і навіть від ужиткової доцільності, зумовленої потребами внутрішньої політики. Поворот від механістичної рефлексології до психології наступив від усвідомлення, що «будь-яка боротьба проти свідомості, намагання викинути її за межі науки стає на перешкоді соціальному будівництву. Зокрема, не дослідивши проблеми свідомості, не можна зрозуміти ні соціалістичного змагання, ні ударництва». Поворот до психології, був найґрунтовніше аргументований Григорієм Костюком (з 1945 директор Науково-дослідного інституту психології у Києві, голова української секції Всесоюзного Товариства Психологів, упорядник і основний автор першого українського підручника з психології для вузів), що з підстав матеріалістичного монізму тлумачив свідомість, як одну з властивостей матерії на найвищих ступенях її розвитку. У цьому самому напрямі пішов і Давид Елькін (з 1930 завідувач кафедри Одеського Університету), який підкреслив індивідуальність свідомості, що належить конкретному суб'єктові.
Відтоді психологічні досліди розчленовуються на різні ділянки, чому сприяють різні дослідні інститути, які спершу концентрувалися у Харкові (реорганізований у 1937 Український психоневрологічний науково-дослідний Інститут, психологічний відділ Науково-дослідного інституту педагогіки Народного комісаріату освіти УРСР, Інститут праці, Науково-дослідний інститут дефектології), у яких однак головна увага присвячується захворюванням чи вродженим дефектам, що мають безпосередній чи посередній вплив на психіку людини. Згодом більшого значення набирає Київ, де 1944 року створюється перша самостійна катедра психології. У 1945 році постає Науково-дослідний інститут психології Міністерства освіти УРСР, основним завданням якого є координація праці українських дослідників. Інститут має відділи: загальної психології, дитячої психології, психології навчання, психології виховання, психології політехнічного навчання, психології професійної освіти і праці, спеціальної психології. Видає «Наукові Записки», тематичні збірки, науково-популярну літературу. У 1959 році створено українську Секцію Товариства психологів при Академії педагогічних наук РРФСР, пізніше — Академія педагогічних наук СРСР.
З поодиноких ділянок психології найбільше розвинулися: дитяча й розвиткова психологія, над якою працювали серед інших: Л. Балацька, Н. Вовчик-Блакитна, О. Запорожець, П. Зінченко (автор історії психології і праць над психологією пам'яті), Т. Косма, Г. Костюк, О. Леонтьєв, Д. Ніколенко, Павло Чамата. Над філософськими та фізіологічними основами психології працювала школа у Києві з Г. Костюком та О. Раєвським. Досить добре розвинулася психологічні праці Є. Мілерян.

Надія Ладигіна-Котс

В Україні рано почали також цікавитися зоопсихологією (С. Балей, М. Паргамін), яка пройшла процес розвитку від антропоморфізації тварин через стадію механістичних теорій рефлексології, коли вважалося, що в психічності тварин та людей є тільки кількісні різниці, аж до новіших теорій (Надія Ладигіна-Котс, Віктор Протопопов, Г. Рогінський, Антон Хільченко), які доводили, що психіка тварин зумовлена винятково біологічними факторами, а людська свідомість — визначена ще й соціальними.
З цілком спеціалізованих дослідів треба назвати питання сприймання часу, зокрема впливу переживань на суб'єктивну деформацію відчування часу (Д. Елькін, Т. Козіна, В. Ярощук). Ю. Машбиць працює над психологією розв'язування математичних задач, Б. Баєва — технічних конструкцій.
У 1950-х роках українські психологи перейшли до дослідження складніших питань, як формування світогляду й самосвідомості особовості (Чамата, 1956). О. Раєвський досліджує відношення закорінення свідомості у загально-людських первнях і її залежність від конкретного середовища, зокрема суспільного класу, серед якої людина діє. Українські психологи наблизились до гуманістичної психології.

## Психологія в еміграції
Психологія у еміграції зосереджується спершу у Празі, де Я. Ярема, професор Українського вищого педагогічного інституту ім. Драгоманова розвинув у 1923—1930 роках жваву діяльність, досліджуючи проблеми психографії в школі й видавши підручник педагогіки. П. О. Іванов розробляв у чеському Психотехнологічному Інституті Академії ім. Масарика психотехнологічну проблематику, бувши одночасно до 1945 року доцентом Українського вільного університету, в якому, однак, більше уваги присвячено психології у мюнхенський період діяльності університету. Катедрою загальної психології з 1946 керує О. Кульчицький, який працює у дусі цілісноструктурної психології та педагогічної характерології. Неврофізіолог М. Міщенко викладав експериментальну психологію (1946—1949), з 1955 катедрою соціальної психології керує В. Янів, який вийшов від досліджування психології в'язня, пізніше віддався психологічній інтерпретації соціальних прямувань українського народу. Найбільше уваги мюнхенський осередок приділяє вивченню психічних властивостей українців (етнопсихології), організувавши тематичні зустрічі з закордонними вченими (1953 — Мюнхен, 1954 — Лювен). У ділянці етнопсихології співдіяли також педагог Г. Ващенко, який дав також огляд рефлексології в УРСР, філософ і історик української культури Іван Мірчук та філософ і літературознавець Дмитро Чижевський. У США працював Б. Цимбалістий, який вийшов з експериментальної психології, досліджуючи питання геометрично-оптичного обману.